# Giuseppe Gargani
Giuseppe Gargani (né le 23 avril 1935 à Morra De Sanctis) est un homme politique italien, ancien député européen et membre de Populaires pour l'Italie.

## Biographie
Diplômé de droit, Giuseppe Gargani est adhérent à la Démocratie chrétienne à partir de 1956, membre du conseil et de la direction nationale de la DC, député de 1972 à 1994, secrétaire d'État à la Justice, de 1979 à 1983. En 1994, avec la dissolution de la DC, il adhère au Parti populaire italien.